# Шангпа Кагью
Шангпа Кагью (тиб. ཤངས་པ་བཀའ་བརྒྱུད, Вайли shangs pa bka’ brgyud) — школа тибетского буддизма, основанная ламой Кхьюнгпо Нелджором (1002—1064). Большую часть жизни он провел в местечке под названием Шанг, область Цанг на территории Тибета. В силу этого сам мастер получил прозвище Лама Шангпа (Лама из Шанга), а идущая от него линия получила название «Шангпа Кагью». Выдающиеся ламы-держатели линии — Тангтонг Гьялпо и Джецун Таранатха. В XIX веке в силу особой внутренней политической ситуации в Тибете, линия Шангпа, как и многие другие линии Кагью, пришла почти в полный упадок. Но великие мастера Джамгон Конгтрул Лодро Тайе и Джамьянг Кхьенце Вангпо собрали поучения различных ветвей Кагью и тем самым дали новую жизнь своей школе. Недавними главами школы были Калу Ринпоче и Бокар Ринпоче, они принесли учение на Запад, где основали множество центров.

## Специфика линии Шангпа
Основной отличительной особенностью Шангпа Кагью считается тот факт, что большую роль в её основании сыграли две женщины-йогини — Нигума и Сукхасиддхи. Считается, что Нигума получила учение лично от самого Будды Ваджрадхары, а затем передала это знание мастеру Кхьюнгпо Нелджору. Сукхасиддхи была ученицей махасиддхи Вирупы.

За всю свою историю линия Шангпа так и не приобрела четкой структуры и руковдящего института. Ламами, осуществлявшими руководство и передачу учения дхарма становились мастера многих различных линий. Реализованный ученый Кьюнгпо Нелджор также был необычайным, хотя и гораздо менее известным чем его современники Наропа, Марпа и Миларепа, мастером. Джамгон Конгтрул считал Кхьюнгпо Нелджора одним из величайших йогинов, когда-либо существовавших в Тибете. В «Беспристрастной истории источников учений» (ris med chos ‘byung) Конгтрул писал:
«Его достижения несравненны ни с чьими, за вычетом индийских мастеров Луипы, Кришначарьи и Гхантапы. Судя по всему, в Тибете, среди двадцати пяти учеников Гуру Ринпоче в ходе первой волны распространения Дхармы и среди мастеров второй волны, не было никого, кто был бы равен ему в эрудиции, духовной реализации, силах чудотворения и духовной активности».
В «Энциклопедии знаний» (shes bya kun khyab mdzod) Джамгон Конгтрул Лодро Тхайе пишет: «Эта линия наставлений наделена тремя уникальными качествами, которые делают её превосходящей любые иные 2 Архивная копия от 4 марта 2016 на Wayback Machine:
а) держатели линии всегда были исключительными личностями. Непрерывность мастеров линии включает лишь бодхисаттв, проживающих свою последнюю жизнь (перед достижением совершенной буддовости). Эта линия никогда не прерывалась присутствием обычных существ. б) сами по себе наставления по медитации необычайны. Их смысл не вводит в заблуждение, а слова свободны от любой нечистоты. Ваджрные слова строф, опечатанные дакинями, никогда не менялись тем, что что-то сочиняли или приукрашивали обычные люди. в) её духовное влияние особенно исключительно. До сих пор, в эпоху упадка, это влияние таково, что плод достижений созревает в прилежных индивидуумах,, которые (практикуют её) и хранят свои самайи». 
В XVII веке Джецун Таранатха писал:
«Хотя линия Шангпа распространялась внутри других бесчисленных линий, благодаря алмазной печати, образованной словом дакинь, между словами их смыслом никогда не было никаких расхождений. Свободная от загрязнений, проистекающих из обыденного порождений концепций, линия Шангпа присутствует в вершине всех линий практики».
Поскольку линия Шанпа до захвата Тибета китайцами старалась не вмешиваться в политику и старалась сохранить автономию, она была почти «тайной» в самом Тибете, она смогла сохранить всю свою чистоту и силу духовной передачи.